# Daniel Da Cruz
Daniel Da Cruz, né le 17 novembre 1921 à Oxford, dans l’Ohio, et mort le 5 janvier 1991 à Falls Church, en Virginie, est un écrivain américain, auteur de roman policier et de science-fiction.

## Biographie
Après avoir travaillé dans les relations publiques pendant deux ans à partir de 1947, il entre au département d'état à Washington. Affecté successivement comme attaché de presse à l'ambassade américaine à Bagdad en 1952 et 1953, puis comme professeur d'anglais à Beyrouth de 1957 à 1959, il devient le représentant pour le Moyen-Orient de plusieurs maisons d’éditions. Il est ensuite rédacteur en chef de l'hebdomadaire Middle East Express.
En 1962 et 1964, il publie deux essais historiques sur l'histoire des États-Unis. En 1967 paraît son premier roman Vulcan’s Hammer. En 1973, il commence une série de quatre romans consacrée à Jack Sergant (devenu Jack Sergeant dans la traduction française). De L’Ombre de Caïn (Double Kill), premier roman de la série Claude Mesplède écrit : « Sur le thème usé des jumeaux, Daniel Da Cruz a réussi à construire un roman plein de rebondissements ».
Après une série de trois romans consacrée à Ape Swain, il écrit, en 1980, son premier roman de science-fiction The Grotto of the Formigans, puis une série de trois romans intitulée The Ayes of Texas.

## Œuvre

### SérieJack Sergant
- Double Kill, 1973
  - L'Ombre de Caïn, Série noire no 1630, 1973
- Deep Kill, 1975
- Sky Kill, 1976
- Fire Kill, 1976

### SérieApe Swain
- The Landfall Finesse, 1975
- The Pipe Dream Finesse: An Escape Novel, 1975
- The Captive City, 1976

### SérieThe Ayes of Texas
- The Ayes of Texas, 1982
- Texas on the Rocks, 1986
- Texas Triumphant, 1987

### Autres romans
- Vulcan's Hammer, 1967
- The Grotto of the Formigans, 1980
- Boot: The Inside Story of How a Few Good Men Became Today's Marines, 1987
- F-Cubed, 1987
- Mixed Doubles, 1989

### Ouvrages non fictionnels
- A Provisional Analys of Segmental Phonemes in Caddo, 1957
- Men who Made America : The Founders of a Nation, 1962
- Men who Made America : A Nation Comes of Age, 1964

## Sources
- Claude Mesplède, Les Années Série noire vol.4 (1972-1982) Encrage « Travaux » no 25, 1995
- Claude Mesplède et Jean-Jacques Schleret, SN Voyage au bout de la Noire, Futuropolis, 1982, p. 100-101.
- Jacques Baudou, revue Enigmatika no 12-13